# S/2001 (2001 QW322) 1
S/2001 (2001 QW322) 1とは、キュビワノ族の太陽系外縁天体である2001 QW322の衛星である。

## 軌道の性質

質量の等しい連星が、十字で示された連星系全体の重心を楕円軌道で公転するアニメーション。とS/2001 (2001 QW_{322}) 1はこの関係にきわめて近いと推定されている。

S/2001 (2001 QW322) 1は、後述する通り主星である2001 QW322と絶対等級の値がほぼ等しく、直径や質量もほぼ同じであると推定されている。このため両者は、主星と伴星の関係と言うよりは二重小惑星に近い性質を持つ。
通常我々がイメージする主星と衛星の関係は、地球と月のような、主星を中心に周辺を衛星が公転するようなものである。しかし、S/2001 (2001 QW322) 1と2001 QW322の場合は、互いの質量がほぼ等しいため、連星系の共通重心は両者の間のほぼ中央に存在し、互いにこの共通重心を中心に公転する。また、S/2001 (2001 QW322) 1の軌道は離心率が約0.46というかなりゆがんだ楕円軌道であり、冥王星とカロンの関係とも異なり、互いの軌道が交差していると考えられる。
S/2001 (2001 QW322) 1の共通重心からの軌道長半径は約10万1500kmと推定されている。これは、知られている中で主星から最も離れた位置にある小惑星の衛星である。この値は地球の月の軌道長半径の約1/4倍もある。離心率は約0.46もあるため、最も近づく時には約5万5000km、最も離れた時には約14万8000kmになる。
これほど離れているため、公転には約17年かかると推定されている。この値は、太陽系の衛星の中ではいずれも海王星の衛星であるネソの約26.7年、プサマテの約24.8年に次いで長い値である。
極めて長大かつゆがんだ軌道でありながら、2001 QW322の太陽に対する公転軌道が離心率約0.025ときわめて円軌道に近く、周辺にも軌道を乱すような天体が存在しないため、2億6000万年から2億7000万年もの間、この二重小惑星は安定して存在すると考えられている。

## 物理的性質
S/2001 (2001 QW322) 1の絶対等級は約7.77であり、2001 QW322よりも0.03小さい。アルベドが0.093の場合、直径は約126kmとなる。これは2001 QW322の約98.4%の直径である。質量は公転周期から求まり、S/2001 (2001 QW322) 1と2001 QW322の合計は約2.150×1018kgと推定される。このうち、S/2001 (2001 QW322) 1の質量は約1.025×1018 kgと推定される。また、平均密度は約1.08g/cm3である。
S/2001 (2001 QW322) 1の平均表面温度は-233℃ (40K) と推定される。

## その他
S/2001 (2001 QW322) 1は、2001 QW322と共に2001年8月24日に発見された。小惑星の衛星の多くは主星と近い位置にあるため、解像度が上がるまで衛星があることがわからない場合が多いが、S/2001 (2001 QW322) 1の場合は2001 QW322からかなり離れた位置にあるため、二重星として同時に発見されることになった。
S/2001 (2001 QW322) 1という名称は仮符号であり、SはSatellite（衛星）の頭文字、次の2001は発見年、括弧内は主星である2001 QW322、最後の1はその年に発見された1個目の衛星であることを示している。仮に2001 QW322に小惑星番号が与えられれば、括弧内は小惑星番号に置き換わる。